# Levroux
Levroux är en kommun i departementet Indre i regionen Centre-Val de Loire i de centrala delarna av Frankrike. Kommunen ligger i kantonen Levroux som tillhör arrondissementet Châteauroux. År 2018 hade Levroux 2 727 invånare.

## Befolkningsutveckling
Antalet invånare i kommunen Levroux
Referens:INSEE